# Parepisparis multicolora
Parepisparis multicolora är en fjärilsart som beskrevs av Lucas 1892. Parepisparis multicolora ingår i släktet Parepisparis och familjen mätare. Inga underarter finns listade i Catalogue of Life.